# クレマンソー (空母)
クレマンソー(Clemenceau, R 98)は、フランス海軍のクレマンソー級航空母艦の一番艦。艦名は、フランスの政治家ジョルジュ・クレマンソーに因む。先代は、リシュリュー級戦艦の未成艦(三番艦)。

## 運用
フランス海軍の行った作戦のほとんどに参加した。
1968年の太平洋展開、1974年から1977年のジブチ独立、1983年から1984年のレバノン内戦、1987年から1988年のイラン・イラク戦争、1990年の湾岸戦争などを経て、1993年から1996年のユーゴスラビア紛争を最後に、1997年退役した。

## 近代化改装
1985年に近代化改装を受け、冷戦時代末期におけるアメリカ軍以外の空軍力底上げに大きく貢献すると共に、冷戦期の始まりから終わりまでを現役で戦い抜き、最終的にはソビエト連邦を初めとする東側諸国にNATO率いる西側諸国が勝利する事に無視できない功績を残した。この改装で100mm単装砲のうち左舷後部と右舷前部の4基を降ろし、クロタル短SAM8連装発射機2基を搭載した。
ユーゴスラビア紛争後に原子力空母「シャルル・ド・ゴール」と交替する形で退役した為、21世紀の対テロ戦争には参加する事はなかった。

## 解体問題
退役後、航空母艦としての売却が持ち上がったこともあったが、最終的にはスクラップ目的で売却されることとなった。しかし、700tあるいは1,000tもの大量のアスベストが残存することが判明した。当初はスペインでアスベスト除去作業を行う予定だったが、業者がアスベスト除去作業を費用が安価なトルコで行うよう無許可で計画変更したことからトルコ政府から受け入れを拒否された。このためフランス国内でアスベスト除去作業を行うこととなり、フランス政府発表によると45tまでアスベスト残存量が減少したとされる。
2005年12月31日にインドのグジャラート州アランでの解体のためトゥーロン軍港を出航したが、1週間後の2006年1月6日にインド最高裁判所がアスベストの残存量について確実な情報がなく、有害廃棄物の移動に関するバーゼル条約に違反する疑いがあることから、2週間後に最終決定を下すまでインド領海への進入を禁じると宣告した。さらにスエズ運河通航中の1月15日には、環境活動家らの「クレマンソーのインド回航は不当である」という申立に対してフランス国務院がクレマンソーをフランス領海に戻すよう判示したことを受け、当時のジャック・シラク大統領がフランスへの帰港を指示した。
その後も、解体は進展せずブレスト港に係留されていたが、2009年2月にイギリス北東部のハートルプールの造船所で解体されることが決定し、環境保護団体が「有毒幽霊船」と抗議する一方で、地元では200人の新規雇用が見込まれるなどの経済効果が期待された。
ハートルプールへの到着後、約1年で解体できる見通しであったが、2010年に火災事故を起こした他、環境汚染に関する調査を受けるなどしたため予定よりも時間を要し、2011年にようやく解体が完了した。